# Brasil nos Jogos Paralímpicos
A primeira vez do Brasil nos Jogos Paralímpicos foi na edição de 1972, em Heidelberg, Alemanha Ocidental, quando o país enviou seus representantes para competir no atletismo, tiro com arco, natação e basquetebol em cadeira de rodas. O Brasil competiu em todas as edições dos Jogos Paralímpicos de Verão desde então.
O Comitê Paralímpico Brasileiro só foi criado depois dos Jogos Olímpicos de 1992. Antes disso, os atletas paralímpicos brasileiros iam para os jogos sob a responsabilidade dos clubes que defendiam. Nesta época, algumas empresas até patrocinavam os atletas, mas pediam para não terem suas marcas expostas, porque não queriam ficar associadas aos deficientes.
Até os Jogo de Paris, em 2024, os competidores brasileiros já ganharam um total de 461 medalhas paralímpicas, 134 das quais foram de ouro, 155 de prata e 173 de bronze. Isso coloca o país na vigésima terceira colocação do quadro de medalhas paralímpico de todos os tempos.
Coube a Luiz Carlos da Costa a primeira medalha do Brasil na história dos Jogos Paralímpicos. Ele conquistou a prata nos Jogos Paralímpicos de Verão de 1976, e, Toronto na prova do lawn bowls, esporte semelhante à bocha que é jogado na grama. Já o primeiro ouro foi de Márcia Malsar, na prova de 200 metros C6 do atletismo dos Jogos Paralímpicos de Verão de 1984, em Nova Iorque, nos Estados Unidos.
O Brasil estreou nos Jogos Paralímpicos de Inverno durante a edição de 2014, que foram realizados na cidade de Sóchi, na Rússia. O país enviou um total de apenas dois atletas. Isso fez do Brasil o segundo país tropical que já competiu em alguma edição dos Jogos Paralímpicos de Inverno, depois de Uganda e o terceiro país da América do Sul a ter participado da competição, os outros são Chile e Argentina.

## Quadro de medalhas

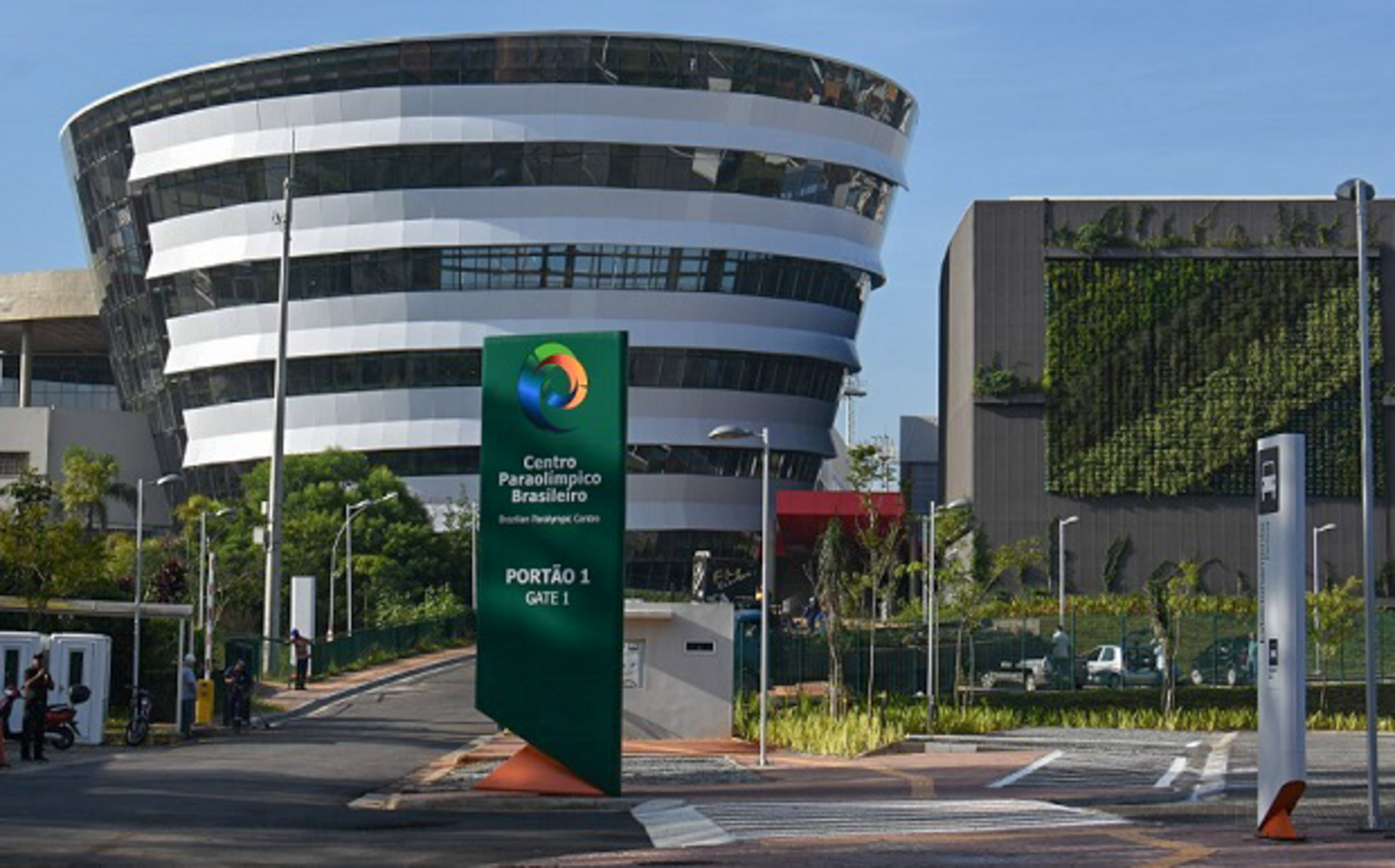
Centro Paralímpico Brasileiro

### Medalhas em Jogos de Verão
A soma de medalhas brasileiras ao longo das edições de verão estão na tabela abaixo.
| Edição                            | Medalha de ouro | Medalha de prata | Medalha de bronze | Total de medalhas | Posição        | Atletas        |
| --------------------------------- | --------------- | ---------------- | ----------------- | ----------------- | -------------- | -------------- |
| 1960 Roma                         | Não participou  | Não participou   | Não participou    | Não participou    | Não participou | Não participou |
| 1964 Tóquio                       | Não participou  | Não participou   | Não participou    | Não participou    | Não participou | Não participou |
| 1968 Tel Aviv                     | Não participou  | Não participou   | Não participou    | Não participou    | Não participou | Não participou |
| 1972 Heidelberg                   | 0               | 0                | 0                 | 0                 | -              | 8              |
| 1976 Toronto                      | 0               | 1                | 0                 | 1                 | 31             | 23             |
| 1980 Arnhem                       | 0               | 0                | 0                 | 0                 | -              | 2              |
| 1984 Stoke Mandeville/Nova Iorque | 7               | 17               | 4                 | 28                | 24             | 30             |
| 1988 Seul                         | 4               | 9                | 14                | 27                | 25             | 59             |
| 1992 Barcelona                    | 3               | 0                | 4                 | 7                 | 27             | 41             |
| 1996 Atlanta                      | 2               | 6                | 13                | 21                | 37             | 60             |
| 2000 Sydney                       | 6               | 10               | 6                 | 22                | 24             | 64             |
| 2004 Atenas                       | 14              | 12               | 7                 | 33                | 14             | 96             |
| 2008 Pequim                       | 16              | 14               | 17                | 47                | 9              | 187            |
| 2012 Londres                      | 21              | 14               | 8                 | 43                | 7              | 181            |
| 2016 Rio de Janeiro               | 14              | 29               | 29                | 72                | 8              | 285            |
| 2020 Tóquio                       | 22              | 20               | 30                | 72                | 7              | 253            |
| 2024 Paris                        | 25              | 26               | 38                | 89                | 5              | 280            |
| 2028 Los Angeles                  | Evento futuro   | Evento futuro    | Evento futuro     | Evento futuro     | Evento futuro  | Evento futuro  |
| Total                             | 135             | 161              | 172               | 468               | 16             | 1315           |

### Medalhas nos Jogos de Inverno
A soma de medalhas brasileiras ao longo das edições de inverno estão na tabela abaixo.
| Edição                       | Atletas        | Medalha de ouro | Medalha de prata | Medalha de bronze | Total de medalhas | Categoria      |                |
| ---------------------------- | -------------- | --------------- | ---------------- | ----------------- | ----------------- | -------------- | -------------- |
| 1976 Örnsköldsvik            | Não participou | Não participou  | Não participou   | Não participou    | Não participou    | Não participou | Não participou |
| 1980 Geilo                   | Não participou | Não participou  | Não participou   | Não participou    | Não participou    | Não participou | Não participou |
| 1984 Innsbruck               | Não participou | Não participou  | Não participou   | Não participou    | Não participou    | Não participou | Não participou |
| 1988 Innsbruck               | Não participou | Não participou  | Não participou   | Não participou    | Não participou    | Não participou | Não participou |
| 1992 Tignes-Albertville      | Não participou | Não participou  | Não participou   | Não participou    | Não participou    | Não participou | Não participou |
| 1994 Lillehammer             | Não participou | Não participou  | Não participou   | Não participou    | Não participou    | Não participou | Não participou |
| 1998 Nagano                  | Não participou | Não participou  | Não participou   | Não participou    | Não participou    | Não participou | Não participou |
| 2002 Salt Lake City          | Não participou | Não participou  | Não participou   | Não participou    | Não participou    | Não participou | Não participou |
| 2006 Turim                   | Não participou | Não participou  | Não participou   | Não participou    | Não participou    | Não participou | Não participou |
| 2010 Vancouver               | Não participou | Não participou  | Não participou   | Não participou    | Não participou    | Não participou | Não participou |
| 2014 Sóchi                   | 2              | 0               | 0                | 0                 | 0                 | –              |                |
| 2018 Pyeongchang             | 3              | 0               | 0                | 0                 | 0                 | –              |                |
| 2022 Pequim                  | 6              | 0               | 0                | 0                 | 0                 | –              |                |
| 2026 Milão/Cortina d'Ampezzo | Evento futuro  | Evento futuro   | Evento futuro    | Evento futuro     | Evento futuro     | Evento futuro  |                |
| Total                        | 11             | 0               | 0                | 0                 | 0                 | –              |                |

## Medalhas por modalidade
| Esporte                     | Ouro | Prata | Bronze | Total |
| Atletismo                   | 58   | 81    | 70     | 209   |
| Natação                     | 47   | 48    | 56     | 151   |
| Judô                        | 9    | 11    | 13     | 33    |
| Bocha                       | 6    | 1     | 4      | 11    |
| Futebol de cinco            | 5    | 0     | 1      | 6     |
| Levantamento de peso        | 3    | 1     | 2      | 6     |
| Canoagem                    | 2    | 4     | 2      | 8     |
| Taekwondo                   | 2    | 1     | 2      | 4     |
| Golbol                      | 1    | 1     | 2      | 4     |
| Esgrima em cadeira de rodas | 1    | 1     | 0      | 2     |
| Tênis de mesa               | 0    | 3     | 9      | 12    |
| Hipismo                     | 0    | 1     | 4      | 5     |
| Futebol de sete             | 0    | 1     | 2      | 3     |
| Ciclismo                    | 0    | 1     | 1      | 2     |
| Tiro                        | 0    | 1     | 0      | 1     |
| Triatlo                     | 0    | 1     | 0      | 1     |
| Lawn bowls                  | 0    | 1     | 0      | 1     |
| Remo                        | 0    | 0     | 2      | 2     |
| Voleibol sentado            | 0    | 0     | 2      | 2     |
| Badminton                   | 0    | 0     | 1      | 1     |
| Total                       | 135  | 161   | 172    | 468   |